# Walter van Rosberg
Walter José Maria Antonio van Rosberg (Willemstad; 10 de mayo de 1921-14 de agosto de 2001), más conocido como Walter van Rosberg, fue un árbitro de fútbol de Curazao.

## Trayectoria
Se convirtió en árbitro en 1944. Arbitró partidos en cuatro series clasificatorias para la Copa Mundial y sirvió como juez de línea en los Juegos Olímpicos de 1960 y en la Copa Mundial de 1962.